# Episodi di Phineas e Ferb (terza stagione)
Gli episodi della terza stagione di Phineas e Ferb sono andati in onda in Italia dal 13 giugno 2011 su Disney XD, mentre in chiaro dal 24 settembre 2012 su Rai 2.
| Ep. | Titolo originale                               | Titolo italiano                                 | Prima TV USA      | Prima TV Italia   |
| --- | ---------------------------------------------- | ----------------------------------------------- | ----------------- | ----------------- |
| 1   | Run, Candace, Run                              | Corri, Candace, corri!                          | 11 marzo 2011     | 1º ottobre 2011   |
| 1   | Last Train to Bustville                        | Non mollare, Candace!                           | 11 marzo 2011     | 1º ottobre 2011   |
| 2   | The Great Indoors                              | Quello che mi piace di te                       | 4 marzo 2011      | 13 giugno 2011    |
| 2   | Canderemy                                      | Inseparabili                                    | 4 marzo 2011      | 13 giugno 2011    |
| 3   | The Belly of the Beast                         | Capitano Candace!                               | 29 aprile 2011    | 8 ottobre 2011    |
| 3   | Moon Farm                                      | Il gelato lunare                                | 29 aprile 2011    | 8 ottobre 2011    |
| 4   | Phineas' Birthday Clip-O-Rama!                 | Un compleanno tutto da vedere!                  | 1º aprile 2011    | 17 settembre 2011 |
| 5   | Ask a Foolish Question                         | Il supercomputer                                | 13 maggio 2011    | 15 ottobre 2011   |
| 5   | Misperceived Monotreme                         | Lo scambio dei monotremi                        | 13 maggio 2011    | 15 ottobre 2011   |
| 6   | Candace Disconnected                           | Un telefono da urlo                             | 18 giugno 2011    | 26 novembre 2011  |
| 6   | Magic Carpet Ride                              | Che volo magico, papà                           | 18 giugno 2011    | 26 novembre 2011  |
| 7   | Bad Hair Day                                   | Una giornata con una brutta piega               | 24 giugno 2011    | 9 gennaio 2012    |
| 7   | Meatloaf Surprise                              | Polpettone a sorpresa                           | 24 giugno 2011    | 9 gennaio 2012    |
| 8   | Tri-Stone Area                                 | Rocce e dintorni                                | 13 gennaio 2012   | 26 marzo 2012     |
| 8   | Doof Dynasty                                   | La dinastia Doof                                | 14 gennaio 2012   | 2 aprile 2012     |
| 9   | Phineas and Ferb Interrupted                   | Che vi prende, ragazzi?                         | 15 luglio 2011    | 16 gennaio 2012   |
| 9   | A Real Boy                                     | Un vero ragazzo                                 | 15 luglio 2011    | 16 gennaio 2012   |
| 10  | Mommy Can You Hear Me?                         | Mamma, mi senti?                                | 29 luglio 2011    | 16 aprile 2012    |
| 10  | Road Trip                                      | Camionisti e dintorni                           | 29 luglio 2011    | 16 aprile 2012    |
| 11  | Skiddley Whiffers                              | Tira il dado e vai                              | 26 agosto 2011    | 23 aprile 2012    |
| 11  | Tour de Ferb                                   | Non mollare, Baljeet!                           | 12 agosto 2011    | 23 aprile 2012    |
| 12  | My Fair Goalie                                 | La maledizione dell'Emù                         | 9 settembre 2011  | 30 aprile 2012    |
| 13  | Perry the Actorpus                             | Perry L'attornitorinco                          | 3 marzo 2012      | 10 giugno 2012    |
| 13  | Bullseye                                       | Bersaglio centrato!                             | 30 settembre 2011 | 22 ottobre 2012   |
| 14  | That's the Spirit                              | Il brivido di Halloween                         | 7 ottobre 2011    | 31 ottobre 2011   |
| 14  | The Curse of Candace                           | La maledizione di Candace                       | 7 ottobre 2011    | 31 ottobre 2011   |
| 15  | Escape from Phineas Tower                      | Fuga da torre Phineas                           | 21 ottobre 2011   | 15 ottobre 2012   |
| 15  | The Remains of the Platypus                    | Quel che resta di Perry                         | 24 febbraio 2012  | 15 ottobre 2012   |
| 16  | Ferb Latin                                     | Diciamolo in altro modo!                        | 25 novembre 2011  | 18 giugno 2012    |
| 16  | Lotsa Latkes                                   | Una montagna di Latke                           | 18 novembre 2011  | 18 giugno 2012    |
| 17  | A Phineas and Ferb Family Christmas            | Un Natale in famiglia di Phineas e Ferb!        | 2 dicembre 2011   | 19 dicembre 2011  |
| 17  | S'Winter                                       | Esverno o instate?                              | 2 dicembre 2011   | 19 dicembre 2011  |
| 18  | What A Croc!                                   | Urca! Che cocco!                                | 1º giugno 2012    | 22 ottobre 2012   |
| 18  | Ferb TV                                        | Ferb TV                                         | 7 settembre 2012  | 7 gennaio 2013    |
| 19  | Mom's in the House                             | Il Perrytronic 3000                             | 2 marzo 2012      | 29 ottobre 2012   |
| 19  | Minor Monogram                                 | Un acrobata per la giustizia                    | 11 maggio 2012    | 29 ottobre 2012   |
| 20  | Excaliferb                                     | Excaliferb                                      | 15 gennaio 2012   | 10 aprile 2012    |
| 21  | Monster from the Id                            | La macchina della mente                         | 10 febbraio 2012  | 25 giugno 2012    |
| 21  | Gi-Ants                                        | Formicaius Maximus                              | 10 febbraio 2012  | 25 giugno 2012    |
| 22  | Agent Doof                                     | Agente Doof                                     | 11 maggio 2012    | 7 gennaio 2013    |
| 22  | Phineas and Ferb and the Temple of Juatchadoon | Phineas e Ferb e il tempio di Kestafendo        | 20 gennaio 2012   | 2 aprile 2012     |
| 23  | Delivery of Destiny                            | Un ragazzo formidabile                          | 27 aprile 2012    | 19 marzo 2013     |
| 23  | Let's Bounce                                   | Saltiamo                                        | 16 marzo 2012     | 19 marzo 2013     |
| 24  | Quietest Day Ever                              | Il giorno più silenzioso                        | 30 marzo 2012     | 3 dicembre 2012   |
| 24  | Bully Bromance Break Up                        | Quel bullo ha un cuore                          | 16 marzo 2012     | 3 dicembre 2012   |
| 25  | Doonkleberry Imperative                        | Emergenza Doonkleberry                          | 30 marzo 2012     | 10 dicembre 2012  |
| 25  | Buford Confidential                            | Il segreto di Buford                            | 27 aprile 2012    | 10 dicembre 2012  |
| 26  | Sleepwalk Surprise                             | La sorpresa del sonnambulo                      | 8 giugno 2012     | 17 dicembre 2012  |
| 26  | Sci-Fi Pie Fly                                 | Pizza fantascientifica                          | 8 giugno 2012     | 17 dicembre 2012  |
| 27  | Meapless in Seattle                            | Meap a Seattle                                  | 6 aprile 2012     | 18 febbraio 2013  |
| 28  | The Mom Attractor                              | Il mamma-attrattore                             | 4 maggio 2012     | 31 dicembre 2012  |
| 28  | Cranius Maximus                                | Cranius Maximus                                 | 4 maggio 2012     | 31 dicembre 2012  |
| 29  | Sipping with the Enemy                         | Un caffè col nemico                             | 22 giugno 2012    | 14 gennaio 2013   |
| 29  | Try-State Treasure: Boot of Secrets            | Il segreto dei tre stati: La scarpa dei segreti | 22 giugno 2012    | 14 gennaio 2013   |
| 30  | Doofapus                                       | Dottor ornitorinco                              | 6 luglio 2012     | 21 gennaio 2013   |
| 30  | Norm Unleashed                                 | Norm un'arma quasi umana                        | 20 luglio 2012    | 21 gennaio 2013   |
| 31  | When Worlds Collide                            | Quando i mondi entrano in collisione            | 14 settembre 2012 | 28 gennaio 2013   |
| 31  | Road to Danville                               | Sulla strada per Danville                       | 26 ottobre 2012   | 28 gennaio 2013   |
| 32  | Where's Perry? (Part I)                        | Dov'è Perry? (prima parte)                      | 26 luglio 2012    | 5 novembre 2012   |
| 33  | Where's Perry? (Part II)                       | Dov'è Perry? (seconda parte)                    | 24 agosto 2012    | 1º dicembre 2012  |
| 34  | Blackout                                       | Blackout                                        | 30 novembre 2012  | 4 febbraio 2013   |
| 34  | What'd I Miss?                                 | Che cosa mi sono perso?                         | 17 settembre 2012 | 4 febbraio 2013   |
| 35  | This Is Your Backstory                         | Questo è il tuo passato!                        | 2 novembre 2012   | 11 febbraio 2013  |

## Corri, Candace, corri
Phineas e Ferb hanno costruito delle scarpe per correre a velocità supersonica. Candace pensa di sfruttarle per trovarsi in due posti contemporaneamente dopo aver preso per sbaglio due appuntamenti nello stesso giorno, con sua madre e con Jèremy. Ma nella fretta ne prende un paio instabili che la fanno correre troppo. Nel frattempo, Perry cerca di convincere Doofenshmirtz a chiedere aiuto alla sua ex moglie per non essere costretto a vendere la sua casa.

## Non mollare, Candace
Mentre i due fratellastri conducono una gara di mongolfiere, Candace decide finalmente di rinunciare per sempre a farli beccare. Ma non sarà così semplice.

## Quello che mi piace di te
Su tutta Danville e dintorni infuria un temporale per colpa del 'Piogginator' di Doofenshmirtz. I due fratelli per aiutare le Fireside Girls a guadagnare dei distintivi, creano una sfera dentro la quale viene ricreata artificialmente qualsiasi condizione climatica.

## Inseparabili
Stacy è stufa di condividere Candace con Jèremy, così le chiede un appuntamento da sole. Ma le cose si complicano quando colpiti dal raggio di un Inator di Doofenshmirtz, i due fidanzati rimangono attaccati. Intanto Isabella cerca di proporre un appuntamento a Phineas, ma la presenza di Ferb si rivela ingombrante.

## Capitano Candace
A Danville si festeggia la festa del porto e Phineas e Ferb decidono di costruire uno squalo meccanico per ricreare gli avvenimenti successi in quel giorno, con Candace alle calcagna, pronta a tutto pur di farli beccare.

## Il gelato lunare
I due fratelli allestiscono un allevamento di mucche sulla luna per testare quanto sia buono il gelato fatto con il loro latte. Intanto Candace cerca di preparare una cena per sé e per Jèremy.

## Un compleanno tutto da vedere
È il compleanno di Phineas e gli amici decidono di organizzargli una festa a sorpresa, rievocando i momenti più divertenti e strampalati vissuti fino a quel momento. Candace cercherà di impadronirsi del dvd che li contiene per beccarlo.

## Il supercomputer
I due fratelli costruiscono un computer che conosce tutto di tutti per scoprire quale sia la cosa che farà più piacere alla loro mamma.

## Lo scambio dei monotremi
Candace decide di portare Perry a un lavaggio per animali per vedere Jéremy, impedendo a Perry di andare da Doofenshmirtz e sventare il suo piano, festeggiando così la sua centesima battaglia. A fermare Doofenshmirtz ci penserà un ignaro ornitorinco, identico a Perry nell'aspetto, scappato dallo zoo cittadino.

## Un telefono da urlo
Candace rompe per l'ennesima volta il suo cellulare e Phineas gliene costruisce uno con teletrasporto incorporato, causando guai.

## Che volo magico, papà
Phineas e Ferb trasformano il pavimento del salotto di casa in un tappeto volante per sorvolare la città.

## Una giornata con una brutta piega
Candace deve partecipare a una serata di beneficenza per gli animali con Jéremy e sua madre e non riesce a sistemarsi i capelli.
Phineas e Ferb costruiscono una delle loro invenzioni per aiutarla, ma Candace viene colpita da effetti indesiderati, che la portano prima ad avere un folto paio di baffi e poi a ricoprirle tutto il corpo di peluria, così da venire scambiata per una rara specie di orango.

## La dinastia Doof
Speciale: Episodio ambientato nell'antica Cina. La principessa Isabella viene rapita dal malvagio Doofus Kahn. I Phineas e Ferb cinesi e i loro amici si fanno allenare dal Grande Maestro Perry, eremita in ritiro spirituale esperto di arti marziali, per salvarla.

## Che vi prende, ragazzi?
Colpiti da un raggio di Doofenshmirtz, Phineas e Ferb perdono la loro creatività e Candace cerca di fargliela recuperare.

## Un vero ragazzo
Doofenshmirtz costruisce un Inator che faccia dimenticare le cose, convinto che Vanessa si sia offesa nel sentire che il padre avrebbe preferito avere un maschio, ma l'Inator colpisce lui e Norm ne approfitta per spacciarsi per suo figlio.
Nel frattempo, Candace si fa ipnotizzare da Stacy per evitare di avere l'impulso di beccare i fratelli nel bel mezzo di un appuntamento con Jéremy.

## Mamma, mi senti?
Phineas e Ferb cercano di mandare un messaggio di buon compleanno a un amico astronauta grazie a un congegno comunicatore. Candace, bloccata a letto con un piede fratturato, cerca di sfruttare la loro invenzione per beccarli.

## Camionisti e dintorni
In viaggio con il camper di famiglia, Phineas e Ferb allestiscono un autogrill semovente.

## Tira il dado e vai
I ragazzi costruiscono una versione gigantesca di un gioco da tavola a cui Candace è una campionessa.

## Non mollare, Baljeet!
Baljeet racconta di come i suoi parenti siano sempre stati sfortunati in fatto di gare ciclistiche e Phineas e Ferb ideano il Tour de Ferb, aiutando Baljeet a sconfiggere tutte le sue insicurezze.

## La maledizione dell'Emù
Episodio in due puntate: I cugini inglesi di Ferb sono in visita presso i Flynn-Fletcher e durante una partita di calcio X-7, Ferb riesce a liberarsi dalla maledizione dell'Emù, che impedisce a chiunque ne sia colpito di giocare a calcio, per merito di Bajeet, che riesce a scongiurare la maledizione facendo un urlo in si bemolle sopra il do di petto. La pena è la sconfitta della propria squadra. inoltre dimostra di essere un inglese autentico.

## Perry L'attornitorinco
Perry vince un concorso, diventando il nuovo sponsor di una ditta, che tappezza tutta la città di suoi manifesti con indosso il suo cappello da agente segreto e Perry è costretto a lasciare momentaneamente il suo incarico di agente per la troppa notorietà acquisita.

## Bersaglio centrato!
Lawrence finisce per sbaglio nel luogo in cui Doofenshmirtz e gli altri scienziati malvagi stanno tenendo un concorso per decretare chi sia il più malvagio tra di loro. Subendo un cambiamento di sguardo per colpa di un Inator di Doof, ci penseranno Phineas e Ferb a far ricordare a Lawrence chi è veramente.

## Il brivido di Halloween
È la notte di Halloween e i ragazzi si fanno convincere da Russell, un bambino, a entrare in una casa stregata.
Nel frattempo, Doofenshmirtz chiede aiuto a Perry, in quanto di notte si trasforma in una mucca mannara.

## La maledizione di Candace
Dopo aver visto un film sui vampiri, Candace si convince di esserlo diventata anche lei, chiedendo aiuto ai fratelli.

## Fuga da torre Phineas
Phineas e Ferb costruiscono una torre in grado di creare ogni tipo di trappola, mettendosi alla prova su come riuscire ad uscirne. Ma la torre viene colpita da un raggio di Doofenshmirtz e il gioco diventa veramente pericoloso. Tutto davanti a Candace, che continua a dormire sull'amaca in giardino.

## Quel che resta di Perry
Doofenshmirtz trasforma Perry nel suo maggiordomo facendogli dimenticare la sua identità e la sua missione. Intanto Phineas, seguendo un'idea di Buford, crea un parco tematico sul formaggio.

## Diciamolo in altro modo!
Incuriositi dai gesti e dalle parole, Phineas e Ferb inventano il latino ferbico, una lingua tutta nuova basata su un bizzarro gioco di parole, portando, nel giro di poco, tutta quanta Danville a parlarlo.

## Una montagna di Latke
Nel tentativo di riprodurre geneticamente delle patate per una festa, Phineas e Ferb creano dei mostri patate-zombie che devastano la città.

## Un Natale in famiglia di Phineas e Ferb
Speciale: I ragazzi decidono di festeggiare Natale a luglio. Guest Star: Kelly Clarkson.

## Il Perrytronic 3000
Non trovando Perry, i ragazzi decidono di costruire il Perrytronic 3000, un robot con le fattezze di Perry, ma gigante.
Candace decide di attuare una nuova tattica per far beccare i fratelli, spronandoli nel lavoro, ma fallendo un'altra volta.
Speciale: Episodio ambientato nella preistoria in cui Phinabunk e Gerb, due versioni primitive dei protagonisti, costruiscono la ruota.

## Un acrobata per la giustizia
Perry si trova in difficoltà contro lo stagista preso da Doofenshmirtz, che si rivela un vero malvagio, e in suo soccorso arriva Monty, il figlio del maggiore Monogram, che sfruttando le lezioni di acrobazie impartitegli da suo padre, unite alla sua voglia di combattere il male, salva Perry.
A fine puntata, tra lui e Vanessa sembra nascere qualcosa e i due si promettono di reincontrarsi ancora.

## Excaliferb
Speciale, episodio in due puntate. Carl legge a un Monogram ammalato una storia fantastica che è per lo più una parodia del Signore degli Anelli. Nel Medioevo, l'eroe Ferbillotto, accompagnato da suo fratello Phineas, lo spiritello acquatico Isabel, l'arciere Baljeetolas e il signore del vento Bufavulous, viene inviato dalla Dama della Pozza in una missione per trovare la spada Excaliferb e sconfiggere il malefico Malefinshmirtz.

## La macchina della mente
Candace perde un regalo di Jéremy e chiede ai fratelli di ricrearne uno identico, ma non ricorda come sia fatto. Così i ragazzi organizzano un viaggio all'interno della sua mente per recuperarne il ricordo.

## Formicaius Maximus
I ragazzi costruiscono un formicaio di grandi dimensioni, così da poter osservare da vicino la crescita delle formiche.
Candace ne diventa accidentalmente la regina, portando le formiche ad evolversi mentalmente fino all'autonomia, senza più bisogno di un monarca.

## Agente Doof
Doofenshmirtz decide di diventare un agente della O.S.B.A, convinto che un suo Inator non abbia funzionato in quanto non tagliato per fare il malvagio.
Affidato a Perry, Doof svela inavvertitamente l'identità di uno dei vari agenti, dovendo rimediare all'errore.
A fine puntata, Doofenshmirtz ritorna ai suoi ruoli di cattivo.

## Phineas e Ferb e il tempio di Kestafendo
Speciale: Gli esploratori Ohio Flynn (Phineas) e Rhode Island Fletcher (Ferb) aiutano Isabella a trovare il tempio perduto di Kestafendo.

## Un ragazzo formidabile
Episodio tutto dedicato a una piccola avventura di Paul, il ragazzo delle consegne.

## Saltiamo
I ragazzi inventano un congegno anti gravità e Candace lo attiva, azzerrando la sua gravità. Cercando di tenersi a terra, nell'attesa che Phineas e Ferb trovino una soluzione al problema, la ragazza dovrà affrontare il brunch con i genitori di Jéremy.

## Il giorno più silenzioso
Per ottenere un silenzio totale, necessario a Linda per concentrarsi su un test che sta facendo, Phineas costruisce per sé e per i suoi amici delle tute da ninja.

## Quel bullo ha un cuore
Baljeet si ribella ai continui soprusi che riceve da Buford e tra i due c'è una rottura. Baljeet si sente finalmente libero, e decide addirittura di scalare una montagna a mani nude, mentre Buford diventa l'assistente di Doofenshmirtz, aiutandolo a farsi rispettare. A fine episodio, Baljeet e Buford tornano ai loro rispettivi ruoli.

## Il segreto di Buford
Isabella ospita tre Fireside Girls francesi. Buford si accorge che una di loro si chiama Brigitte, una ragazza di cui s'era innamorato in passato, e cerca di fuggire da lei per non rovinare la sua reputazione da 'bullo'.

## La sorpresa del sonnambulo
Candace invita Jeremy a casa sua, ma una volta lì, Jeremy indossa gli zaini a razzo dei ragazzi e si mette a giocare con loro.
Sarà compito di Candace evitare che la mamma guardi fuori, per evitare di far beccare anche Jeremy.

## Meap a Seattle
Meap torna sulla Terra, chiedendo aiuto a Phineas e Ferb per fermare il malvagio Mitch, che vuole impossessarsi del Carinio, così da diventare l'essere più carino del mondo e poter compiere ogni genere di crimine.

## Il mamma-attrattore
Phineas e Ferb lasciano che sia Candace a decidere cosa fare durante la giornata e la ragazza decide di far costruire un robot che attragga la mamma in giardino per farli beccare.
Nel frattempo, Doofenshmirtz costruire un Inator con le fattezze di un neonato che piange, così da far sfigurare suo fratello, che sembra sempre rendere allegri tutti i bambini che prende in braccio.

## Cranius Maximus
Baljeet è nel panico perché il suo cervello ha cominciato ad atrofizzarsi e Phineas e Ferb costruiscono per lui un casco che riporti il suo cervello com'era prima, mentre Doof costruisce un Inator che recupera chiavi.

## Un caffè col nemico
Vanessa e Monty Monogram si incontrano in un bar e decidono di prendere un caffè insieme. Perry dovrà fare in modo che Doofenshmirtz non li scopra. Intanto, Phineas e Ferb allestiscono uno spettacolo di magia.

## Dottor ornitorinco
Nella speranza di mettersi alla pari con Perry, Doofenshmirtz decide di trasformare se stesso in un ornitorinco. Intanto, grazie a un congegno creato da Phineas e Ferb che trasforma qualsiasi cosa in succo, Candace si liquefà.

## Norm un'arma quasi umana
Doofenshmirtz è occupato per un giorno e lascia dunque che sia Norm a sostenere la sua lotta quotidiana contro Perry. Il robot allora decide di 'trasformare' se stesso in un'arma. Nel frattempo, Phineas e Ferb si divertono con dei nanobot che continuano a cambiare forma, rendendo difficile a Candace accusarli di qualcosa di definito...

## Sulla strada di Danville
Perry e Doofenshmirtz vengono per errore teletrasportati insieme nel deserto. Dovranno imparare a collaborare per riuscire a ritornare a Danville.

## Dov'è Perry (prima parte)
La famiglia Flynn-fletcher parte per l'Africa, ma Perry viene richiamato al lavoro e deve rimanere a Danville. Per un errore di Doofenshmirtz che vuole portare il maggiore Monogram dalla sua parte, Carl diventa improvvisamente cattivo e, imprigionati sia lui che Monogram stesso, utilizza dei robot per cercare di sconfiggere Perry.

## Dov'è Perry (seconda parte)
Phineas vede Perry, che è stato teletrasportato per sbaglio anche lui in Africa, e inizia a cercarlo trascinando i suoi amici in un mare di avventure pericolose.

## Blackout
Doofenshmirtz causa per errore un blackout in tutta la città.  Phineas e Ferb costruiscono qualcosa al buio e Candace cerca in tutti i modi di scoprire cosa sia.

## Che mi sono perso?
Ferb è stato via per un giorno per via di un corso di dibattito. Phineas e gli altri raccontano a lui e, su insistenza di Candace, alla mamma ciò che hanno fatto durante la sua assenza: insegnare a degli scoiattoli ammaestrati come tornare a essere dei 'veri' scoiattoli.

## Questo è il tuo passato!
Clip show. Doofenshmirtz inventa una macchina in grado di usare i ricordi sgradevoli della sua vita per trasformarlo in una specie di mostro super cattivo.